# Wilhelm von Zipperlen
Wilhelm von Zipperlen (* 12. Oktober 1829 in Bönnigheim; † 2. Juni 1905 in Stuttgart) war ein deutscher Tierarzt und Hochschulprofessor für Tierheilkunde.

## Leben und Wirken
Wilhelm von Zipperlen studierte 1848/50 an der Königlichen Tierarzneischule zu Stuttgart und anschließend an der gleichen Institution in Berlin. 1854 arbeitete er als Regimentspferdearzt in Ludwigsburg und bis 1870 in Ulm im Königlich 3. Reiterregiment „König Wilhelm“. Hier war er ab 1855 gleichzeitig Oberamtstierarzt. 1870 nahm er den Ruf an die Königlich Württembergische Landwirtschaftliche Akademie in Hohenheim bei Stuttgart als Professor für Tierheilkunde und Pferdezucht an und lehrte in der Nachfolge von Adolf Rueff bis 1901. Im Nebenamt war er noch einige Jahre Oberamtstierarzt des Gutsoberamtes Stuttgart.

## Ehrenämter
- 1876 Mitglied der Königlichen Landgestütskommission
- ab 1881 Mitglied des Königlich Württembergischen Medizinalkollegiums
- 1876–1894 Mitglied der Württembergischen Abgeordnetenkammer als Vertreter des Oberamtsbezirkes Stuttgart
- viele Jahre Vorstand des Württembergischen Tierärztlichen Landesvereins
- Ausschussmitglied bzw. zeitweise Vizepräsident des Deutschen Veterinärrates

## Hauptwerk
- Der illustrirte Hausthierarzt für Landwirthe und Hausthierbesitzer. Eine Darstellung der Gesundheitspflege der Hausthiere, Belehrung über das Aeussere, die Geburtshilfe, den Hufbeschlag u. s. w. und über die Krankheiten sämmtlicher Hausthiere nebst deren Behandlung, unter gleichzeitiger Berücksichtigung der Homöopathie : mit einem Anhange über die Hauptmängel; zugleich ein Handbuch für Thierärzte. Ulm : J. Ebner’sche Buchhandlung. 1. Aufl. 1867, 8. Aufl. 1890; 10. bis 13. Aufl. 1912 bis 1955. Von diesem Titel werden noch viele Exemplare antiquarisch angeboten.[3]
- Beschreibung der vorzüglichsten Pferderassen. Mit Gustav Schwarznecker. Stuttgart : Schickhardt & Ebner, 1880 und 1883, 88 S. – 2. Aufl.

## Ehrungen
Zipperlen wurde 1888 zum Württembergischen Medizinalrat ernannt. 
1901 wurde er mit dem Ehrenkreuz des Ordens der Württembergischen Krone ausgezeichnet. Damit war der württembergische persönliche Adel (Nobilitierung) verbunden. Der Antrag auf Verleihung des Komturkreuzes des Friedrichs-Ordens an Zipperlen konnte wegen seines Todes nicht mehr umgesetzt werden.